# 鹿鍾麟
鹿 鍾麟（ろく しょうりん）は中華民国・中華人民共和国の軍人。北京政府、国民軍の有力軍人であった。馮玉祥配下の「五虎将」（他は張之江・宋哲元・鄭金声・劉郁芬）の1人と目される。字は瑞伯。

## 事跡

### 馮玉祥の古参部下
大地主の家庭に生まれ、当初は文官の道を志した。しかし、日露戦争に触発されて文を捨て武の道を進むことを決める。1906年（光緒32年）、新軍第6鎮第1混成協の兵士となった。1908年（光緒34年）、馮玉祥が組織した武学研究会に加入した。1910年（宣統2年）、第6鎮第40協第79標副官に就任する。
1911年（宣統3年）12月、革命派の灤州起義に馮玉祥に従い参加したが、失敗に終わった。1912年（民国元年）、鹿鍾麟は伍祥楨が旅長を務める第20師第39旅の第2団副営長に就任する。1915年（民国4年）、第39旅が第4混成旅に拡大・編制されると、そのまま副営長に留任。
同年、袁世凱が陳宧を督理四川軍務に任命する。このとき、馮玉祥が旅長を務める第16混成旅と鹿鍾麟が属する第4混成旅も、これに随従して四川入りした。同年12月末に、袁世凱の皇帝即位に反対する護国戦争が勃発し、蔡鍔らが率いる護国軍第1軍が四川に進攻してくる。2個混成旅は瀘州でこれを迎撃することになり、この時に鹿鍾麟は馮玉祥と再会してその配下となった。
馮玉祥は護国軍に同情的であったため、これに敵対する陳宧を何とか翻意させようと考えていた。この時に鹿鍾麟は、馮玉祥にそのための様々な献策を行っている。結局、1916年（民国5年）5月に、陳宧は四川独立に追い込まれた。馮玉祥の軍は護国軍第5師に改編され、鹿鍾麟は第5師第3団営長に就任した（護国戦争終結後、第16混成旅に復帰）。

### 国民軍の基礎確立
同年6月に袁世凱が死去し、段祺瑞が台頭してくる。段祺瑞は馮玉祥を旅長から罷免し、その部下だった第1団団長楊桂堂を後任の旅長に任命した。その後、鹿鍾麟は軍械官、砲兵営長などの職を歴任している。1917年（民国6年）7月、張勲が復辟を行うと、鹿鍾麟らは楊桂堂に張勲討伐を迫ったが、楊桂堂は北京に向かい張勲に降る。すると、鹿鍾麟は馮玉祥を旅に迎え入れ、馮玉祥は張勲討伐の電文を打った。
1918年（民国7年）8月、馮玉祥が湘西鎮守使として湖南省の常徳に駐屯する。鹿鍾麟は砲兵団団長に任命され、また、教堂大隊大隊長に任命されて軍の訓練を担った。この時の鹿鍾麟の訓練面での貢献が、後の馮玉祥軍の精鋭化に大きく作用し、また、張自忠などの優秀な若手軍人を生んだ。
1922年（民国11年）、馮玉祥が河南督弁に任命されると、鹿鍾麟は河南全省警務処処長に就任した。このとき、鹿鍾麟は馮玉祥の省内政改革を特に治安面から支えた。同年10月、馮玉祥率いる第11師の第22旅旅長に任命された。
1924年（民国13年）9月、第2次奉直戦争が勃発する。10月19日、鹿鍾麟は馮玉祥に命じられて北京を急襲し、23日までにこれを制圧した（首都革命、北京政変）。この時の鹿鍾麟の制圧の手際は迅速かつ整然としたもので、大きな混乱を引き起こさなかった。
馮玉祥が国民軍を組織し、国民軍総司令兼第1軍軍長となると、鹿鍾麟は第1軍暫編第1師師長兼北京警備司令に任命された。11月5日、鹿鍾麟は、馮玉祥の命令に従い、溥儀を紫禁城から追放した。段祺瑞による執政政府成立後の年末に孫文が交渉のため北京を訪れると、馮玉祥の命で鹿鍾麟が孫文の接待・警備を担当した。1925年（民国14年）3月に孫文が死去すると、鹿鍾麟は西山碧雲寺での葬儀の開催に協力している。11月13日～15日まで天津で反奉戦争の停戦交渉にて劉汝賢・張樹声らと国民軍代表として参加。

### 北方各派との戦い
民国15年（1926年）1月、「赤化」批判に耐えかねて馮玉祥が下野を表明すると（3月にソ連を訪問）、張之江が国民軍全軍総司令、鹿鍾麟が国民軍前敵総司令（後に東路総司令）に任命される。これにより、張之江・鹿鍾麟らが馮玉祥に代わって北方各派との戦いに従事することになった。4月に段祺瑞が奉天派と密約したことを察知すると、鹿鍾麟はこれを急襲し、段祺瑞を失脚させた。
同月に国民軍は北京を撤退して南口に拠り、鹿鍾麟は、張之江や西路総司令宋哲元らとともに、直・魯（山東省の張宗昌など）・奉の連合軍を相手に懸命に抗戦した。しかし、8月14日についに南口を放棄して綏遠・包頭方面へ撤退する（南口大戦）。ただ、馮玉祥がソ連を訪れて不在、しかも他の北方各派は全て敵という悪条件の中、張之江・鹿鍾麟・宋哲元の善戦奮闘があってこそ国民軍はその形を留め得たと言える。
その後、馮玉祥は帰国して9月17日に五原誓師を行って、国民聯軍総司令となり中国国民党に加入すると、鹿鍾麟は総参謀長に就任した。さらに馮玉祥の命でソ連を訪問してスターリンと会見し、ソ連からの援助を取り付けた。1927年（民国16年）4月の帰国直後に、河南省民政庁長兼代理省政府主席に任命された。9月、馮玉祥率いる国民革命軍第2集団軍の第9方面軍総指揮となり、直魯聯軍撃破に貢献した。その後も右路総指揮、北路総司令を歴任して、北伐に従事している。北伐が終局した年末、鹿鍾麟は国民政府軍政部常務次長に任命された。

### 反蔣介石路線の堅持

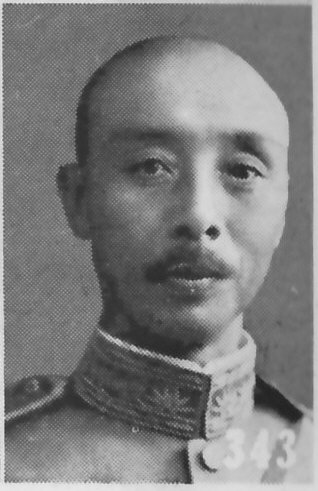
北京政府時代の鹿鍾麟（『最新支那要人伝』1941年）

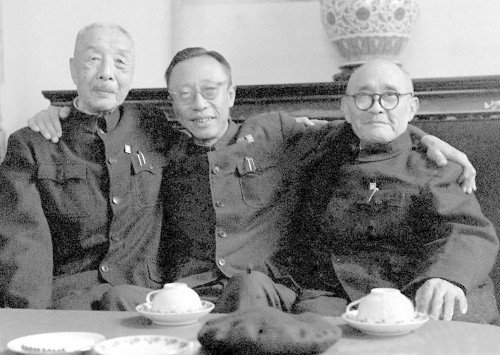
1961年10月13日に開催された辛亥革命50周年式典においての鹿鍾麟(左)、溥儀(中)、熊秉坤(右)の集合写真。中国人民政治全国委員会第4会議室にて。

馮玉祥が蔣介石との対立を激化させ、反蔣戦争を開始すると、鹿鍾麟もこれに従った。しかし、1930年（民国19年）の中原大戦で反蔣軍が敗北したため、鹿鍾麟はいったん天津に蟄居している。馮玉祥の有力配下が次々と馮玉祥を裏切る中、それでも鹿鍾麟は最後まで馮玉祥の忠実な部下であり続けた。
1937年（民国26年）、馮玉祥が第3戦区司令長官として日中戦争（抗日戦争）の前線に復帰すると、鹿鍾麟は同戦区参謀長に起用された。馮玉祥が第6戦区司令長官に移ると、鹿鍾麟はやはり同戦区副司令長官となっている。しかし1940年（民国29年）、蔣介石との中国共産党についての路線対立が原因で、鹿鍾麟は辞職した。
その後も、鹿鍾麟は馮玉祥の指示を受け、聯共の政治活動に従事し続けている。馮玉祥が死去し、中華人民共和国が建国された後も、鹿鍾麟は大陸に留まった。国防委員会委員などを歴任している。
1966年1月11日、天津で病没。享年83（満81歳）。